# ビブリオ属
ビブリオ属（ビブリオぞく）は、グラム陰性桿菌に分類される通性嫌気性菌の一属。自然界では海水などの水中に多く存在する環境中の常在細菌であり、コレラ菌や腸炎ビブリオなどの病原体もこのグループに含まれる。
ビブリオ (vibrio) という名称は、「振動する」を意味するラテン語 (vibro-) に由来し、本属の菌が水中で活発に泳ぎ回る様子にちなんで名付けられたものである。

## 概要
ビブリオ属の細菌は、通性嫌気性のグラム陰性桿菌で、近縁の腸内細菌科の細菌と同様、ブドウ糖を発酵する性質を持つ。その多くは耐塩性または好塩性で、アルカリ性の環境を好む。
典型的なビブリオ属細菌は、菌体の片端に1本の鞭毛（単毛性の極鞭毛）を有する、コンマ状に湾曲した形態である。このような典型的なビブリオ属の代表としては、コレラ菌が挙げられる。極鞭毛は有鞘性で太く、ビブリオ属の細菌はこれをスクリューのように回転させることで、水中を活発に泳ぎ回る。典型的なビブリオ属の細菌では、菌体が0.5-1回転ほどねじれたらせん状になっており、これが本菌がコンマ状に見える理由である。このため、本菌は一般的には桿菌に分類されるが、場合によってはらせん菌の1グループとして扱われることもある。
一方、ビブリオ属にはこのような典型的な特徴とは違った形態を示すものも含まれている。一部のビブリオ属細菌は、極鞭毛のほかに菌の周囲全体から伸びる鞭毛（周毛性鞭毛）を持つ。これらの周毛性鞭毛は、一般に細く、人工培地での培養を繰り返すうちに失われるものも多い。また、一部のビブリオ属細菌はコレラ菌のような湾曲を示さず、まっすぐな桿菌状の形態をとるものもある。こういった非典型的なものの代表としては、腸炎ビブリオが挙げられる。

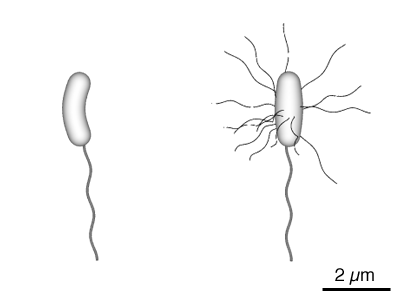
ビブリオの形態
左：典型的なビブリオ（コレラ菌）の形態。コンマ状の桿菌で、太い単毛性鞭毛（極鞭毛）を持つ。
右：非典型的な形態（腸炎ビブリオ）。形状はまっすぐで、極鞭毛の他に細い周毛性鞭毛を持つものもいる。
単位はマイクロメートル。

一般に細菌において、そのゲノムは1個の環状DNAのみ（染色体数は1）から構成されるが、ビブリオ属の細菌は例外的に、大小2つの環状DNAをゲノムとして持つという特徴がある。一般に、染色体のサイズが小さい方が複製に必要な時間が短いことが知られており、ビブリオ属菌はゲノムを分割することで素早い複製を可能にし、これによって増殖速度を高めていると考えられている。

## 生態と病原性
ビブリオ属細菌は、自然界では水中に多く生息する環境中の常在細菌である。耐塩性や好塩性の菌種が多いため、淡水のみならず、海水や汽水中などによく見られる。多くのものは水中で、あるいは魚類などの水生生物の体表面や体内に感染し、またあるものは環境中でバイオフィルムを形成し、そこを生活の場として繁殖する。なかにはコレラ菌のように、動物（ヒト）に経口的に感染し、その腸管内で大量に増殖した後、宿主の排泄物に混じって再び水中に戻ってくるものもある。
一部のビブリオ属菌は、ヒトに対する病原性を持っている。飲み水や菌の付着した魚介類を介して経口的に感染する原因になるもののほか、汚染した水に浸かったときに傷口から感染（創傷感染）するものも存在する。ビブリオ属菌の感染症には、コレラや感染性胃腸炎（感染型食中毒）などの消化器感染症が多くみられるが、菌種によっては感染後に血中に移行して敗血症の原因になるものや、創傷感染による患部壊死を起こすものなども存在する。

## 代表的なビブリオ属菌
コレラ菌 (V. cholerae)
コレラ毒素を産生するO1型（および一部のO139型）のコレラ菌はヒトに経口感染してコレラの原因になる。非O1型コレラ菌は感染性胃腸炎の原因になる。
NAGビブリオ (V.cholerae non-O1, non-O139)
分類学上はコレラ菌と同じ種であり、血清型がO1およびO139以外の細菌。
腸炎ビブリオ (V. parahaemolyticus)
まっすぐな菌体と周毛性鞭毛を持つ非典型的な形態のビブリオ。魚介類の生食によってヒトに経口感染し、食中毒の原因になる。
ビブリオ・バルニフィカス (V. vulnificus)
腸炎ビブリオに類似した性質を持つコンマ状ビブリオ。ヒトに経口または創傷感染して感染性胃腸炎の原因になる。また、肝疾患や糖尿病などの基礎疾患がある場合には敗血症や壊死性筋膜炎など、全身性の致死性疾患の原因になる。一般に「人食いバクテリア」と呼ばれる細菌の1つ。
ビブリオ・フルビアリス (V. fluvialis)、ビブリオ・ファーニシィ (V. furnissii)
中東やバングラデシュ、メキシコ湾沿岸で発生する集団食中毒の病原体の1つ。
ビブリオ・ミミカス (V. mimicus)
カキの生食による食中毒原因菌の1つ。
ビブリオ・フィシェリ (V. fischeri)
非病原性の海洋性ビブリオ。イカなどに共生する発光バクテリアで、発光メカニズムやクオラムセンシングなどの研究に用いられたモデル生物の1つである。
ビブリオ・アングイラルム (V. anguillarum)
ブリ属を含む多くの魚種に感染する。ヒトに対して病原性をもたないが、養殖において問題となる。
ビブリオ・アルギノリディカス (V.alginolyticus)
人に対して病原性を持たない。